# Franc Zorec
Franc Zorec, slovenski rimskokatoliški duhovnik in karikaturist, ilustrator * 15. november 1854, Šentlovrenc, † 1. februar 1930, Gorenje Sušice.

## Življenje in delo
Gimnazijo je obiskoval v Novem mestu (1868–1875), kjer so ga do 2. razreda v knjigah vodili pod priimkom Zurc, nato je v Ljubljani študiral bogoslovje in bil 1879 posvečen v duhovnika. Kot kaplan je služboval v Stopičah, Zagorju ob Savi in Trebelnem, od 1897 je bil administrator pri Svetem Vidu (prej Žilce pri Cerknici), od pa 1900 pa  administrator oziroma župnik v Novi Oselici pri Sovodnjem, od 1917 je živel v Gorenjih Sušicah kot župnik v pokoju.
Zorec sodi med prve slovenske karikaturiste. Humor in risarski talent je kazal že v gimnaziji (risal karikature in kmetom na hiše slikal svetnike), a se ni odločil za študij na dunajski Univerzi za upodabljajoče umetnosti. V času študija v Ljubljani je spoznal Jakoba Alešovca, ki ga je pritegnil k svojemu humorističnemu listu Brencelj. Zanj je risal karikature po naročilu in svojih zamislih. Gotovo so njegove tiste, ki so signirane s FZ. Gre za celostranske ali polstranske risbe na temo tedanje politike na Slovenskem. Upodobljena je vrsta javnih delavcev, Slovencev, Nemcev in nemčurjev, največkrat pa Alešovec. Portreti so izdelani skrbno, v situacijah je veliko humorja. Po 1880, ko je bil kaplan, je bojda sodeloval pri Brenclju le še literarno. Alešovca je gmotno podpiral tudi po 1885, ko lista ni več izdajal in se otepal z revščino.